# Dark metal
Dark metal je řazen mezi extrémní metalové styly. Základními hudebními rysy a páteří se neliší od dnes známých stylů jako je doom metal, gothic metal nebo symphonic metal objevují se zde i prvky psychedelic rocku.
Tento hudební styl je velice těžko definovatelný. A je složité určit, zda se jedná o dark metal či doom metal nebo jiný styl. Hudebních kapel, uskupení je opravdu jen málo a zdá se, že sám o sobě tento žánr je v metalovém světě již mrtvý.[zdroj?]
Snad jako první by se dali do tohoto stylu zařadit němečtí Bethlehem v čele se zpěvákem Marco Kehrenem, kteří dali název tomuto hudebnímu stylu svým albem Dark Metal (1994).
Velice dobrou ukázkou tohoto stylu je hudební počin kapely Deinonychus s albem Ark of Thought z roku 1997 (mezi skupinami Bethlehem a Deinonychus je velice úzká provázanost), kde zpěvák vyjadřuje své pocity z tragické ztráty své přítelkyně. Celé album provází velice teskná atmosféra, nářek nad smrtí, výčitky a stále kladenou otázku: …proč?
Předností tohoto stylu jsou klávesy, zastřený nebo naopak uši rvoucí hlas (řev). Střídají se rychlá kytarová sóla s pomalými, bicí hrají stále se dokola opakující rytmus. Obvykle je vyjadřováno cítění zoufalství, celková nevyrovnanost a rozdvojenost osobnosti, melancholie a prudké emoce. Můžeme slyšet ženské vokály, šepot, pláč malých dětí, naříkání nebo různé efekty (kapání vody, kroky aj.). Texty vyjadřují strach, úzkost i veselí, beznaděj, lásku, pokušení. V posluchači celkové hudební pojetí skladeb vyvolá vnitřní chaos, paniku a mrazení.

## Interpreti
- Agalloch
- Alastis[2]
- Antestor
- Belmez
- Bethlehem
- Bethzaida
- Daylight Dies
- Deinonychus
- Dornenreich
- Eisregen[3]
- Empyrium
- Heaven Grey
- Katatonia (dříve)
- Lo Ruhamah
- Moonspell
- Nightfall (dříve)
- Novembre
- Novembers Doom
- Rotting Christ
- Tiamat
- Winters Thrall